# Universiteit van Port Elizabeth
Universiteit van Port Elizabeth is een voormalige universiteit in Port Elizabeth in de Zuid-Afrikaanse provincie Oost-Kaap.
Door een fusie in januari 2005 met Port Elizabeth Technikon ging de universiteit op in de Nelson Mandela-universiteit.

## Geschiedenis
De Universiteit van Port Elizabeth werd opgericht op 31 januari 1964 met behulp van financiering en schenkingen van land door de Broederbond. Het eerste academische jaar begon op 1 maart 1965. De universiteit was de eerste van Zuid-Afrika waar zowel werd gedoceerd in het Afrikaans als in het Engels.
De universiteit verhuisde in 1974 van Central naar de buitenwijk aan de kust Summerstrand. De campus werd officieel geopend in augustus 1975 en het laatste deel werd van Bird Street overgebracht in 1979, met de opening van de natuurwetenschappelijke faculteiten. Deze campus is wat na de vorming van de Nelson Mandela-universiteit in 2005 de Zuidcampus van Summerstrand is gaan heten.
De Zuidcampus bestrijkt een enorm complex van bij elkaar 830 hectare dat werd geschonken door de stadsraad van Port Elizabeth City Council. In 1983 werd dit gebied uitgeroepen tot natuurreservaat.
Drie van de andere campussen van de universiteit zijn gevestigd in de buurt van Humewood Beach dat is aangemerkt met het internationale milieumerk Blauwe Vlag.

## Verbonden

### Als student
- Elrio van Heerden (1983), voetballer, speelde bij de Soccer School of Excellence van de universiteit
- Siboniso Gaxa (1984), voetballer

### Eredoctoraat
- Cyril Ramaphosa (1952), jurist, vakbondsleider, activist, politicus en zakenman